# AMC 시어터스
AMC 시어터스(영어: AMC Theatres)는 AMC 엔터테인먼트가 운영하는 미국에서 가장 큰 영화관 체인이다. 2012년에 중화인민공화국의 완다 그룹이 인수를 했으며, 이로서 해당그룹은 세계 최대 영화관 체인이 되었다.

## 같이 보기
- 리걸 엔터테인먼트 그룹 - 미국 최대 영화관 체인그룹
- 완다 그룹
- CJ CGV